# Liturgischer Tag
Liturgischer Tag (lateinisch dies liturgicus) ist in der Liturgie der römisch-katholischen Kirche der Oberbegriff für die verschiedenen Tage des Kirchenjahres und ihre liturgische Feier in der heiligen Messe und im Stundengebet. Die Grundordnung des Kirchenjahres von 1969 definiert: „Der liturgische Tag reicht von Mitternacht zu Mitternacht; doch beginnt die Feier der Sonntage und der Hochfeste bereits am Abend des vorausgehenden Tages.“ Ein Tag beginnt somit liturgisch mit der nächtlichen Matutin und endet mit der Komplet, Sonntage und Hochfeste beginnen mit der ersten Vesper am Vorabend.
Erstmals verwendet wurde der Begriff 1960 im Codex Rubricarum Breviarii ac Missalis Romani der Ritenkongregation, durch den eine bedeutende Vereinfachung in der Rangfolge der liturgischen Feste vorgenommen wurde. Seit der Neuordnung des katholischen Kirchenjahres durch die Grundordnung des Kirchenjahres im Zuge der Liturgiereform nach dem Zweiten Vatikanischen Konzil gelten folgende Bezeichnungen für die unterschiedlichen liturgischen Tage:
- Sonntag (Dominica)
- Hochfest (Sollemnitas)
- Fest (Festum)
- Gebotener Gedenktag (Memoria obligatoria)
- Nichtgebotener Gedenktag (Memoria ad libitum)
- Wochentag (Feria)